# Sabine Azéma
Sabine Florence Azéma (* 20. září 1949, Paříž) je francouzská filmová a divadelní herečka, dvojnásobná držitelka Césara.

## Život a kariéra
Pochází z rodiny právníka. Herectví se amatérsky věnovala již od dětství, posléze jej vystudovala na Pařížské státní konzervatoři a v roce 1973 začala vystupovat v pařížských divadlech.
Od roku 1975 se objevuje i ve filmu a v televizi, jejím filmovým debutem byl komediální snímek Vrátný od Maxima z roku 1976. Ve své kariéře často spolupracuje s režisérem Alainem Resnaisem, například ve snímcích Mélo (1986), Stará známá písnička (1997) nebo Zbloudilá srdce (2006).
Výjimečně se věnuje také filmové režii.
Jejím prvním manželem byl od roku 1973 dramatik Michel Lengliney, se kterým se ale po několika letech rozvedli. V roce 1998 se vdala za Alaina Resnaise.

## Filmografie, výběr

### Celovečerní filmy
- 1976 : Všechno uvidíme (On aura tout vu), režie Georges Lautner
- 1976 : Vrátný od Maxima (Le Chasseur de chez Maxim's), režie Claude Vital
- 1977 : Krajkářka (La Dentellière), režie Claude Goretta
- 1983 : Život je román (La Vie est un roman), režie Alain Resnais
- 1984 : Láska až za hrob (L'Amour à mort), režie Alain Resnais
- 1984 : Neděle na venkově (Un Dimanche à la campagne), režie Bertrand Tavernier
- 1986 : Mélo (Mélo), režie Alain Resnais
- 1986 : Rudá zóna (Zone rouge), režie Robert Enrico
- 1989 : Rozchod po francouzsku (Vanille fraise), režie Gérard Oury
- 1989 : Život a nic jiného (La Vie et rien d'autre), režie Bertrand Tavernier
- 1993 : Smoking/No Smoking (Smoking/No Smoking), režie Alain Resnais
- 1996 : Můj pasák (Mon homme), režie Bertrand Blier
- 1997 : Stará známá písnička (On connaît la chanson), režie Alain Resnais
- 1999 : Pusa (La Bûche), režie Danièle Thompson
- 2001 : Tanguy (Tanguy), režie Étienne Chatiliez
- 2003 : Na ústa ne (Pas sur la bouche), režie Alain Resnais
- 2005 : Vůně dámy v černém (Le Parfum de la dame en noir), režie Bruno Podalydès
- 2006 : Zbloudilá srdce (Coeurs), režie Alain Resnais
- 2007 : Tančit je lepší (Faut que ça danse!), režie Noémie Lvovsky
- 2009 : Les Derniers jours du monde (Les Derniers jours du monde), režie Arnaud Larrieu a Jean-Marie Larrieu
- 2009 : Les Herbes folles (Les Herbes folles), režie Alain Resnais
- 2010 : Něco za něco (Donnant, donnant), režie Isabelle Mergault
- 2011 : Studnařova dcera (La Fille du puisatier), režie Daniel Auteuil
- 2012 : Ještě jste nic neviděli (Vous n'avez encore rien vu), režie Alain Resnais a Bruno Podalydès

### Televize
- 1977 : Dobrý den, pane Offenbachu (Les Folies Offenbach), televizní seriál, režie Michel Boisrond
- 1979 : Záhadný pan Duvallier (L'Étrange monsieur Duvallier), televizní seriál, režie Victor Vicas

## Ocenění

### César
Ocenění
- 1985: César pro nejlepší herečku za film Un Dimanche à la campagne
- 1987: César pro nejlepší herečku za film Mélo

Nominace
- 1984: César pro nejlepší herečku ve vedlejší roli za film Život je román
- 1990: César pro nejlepší herečku za film Život a nic jiného
- 1994: César pro nejlepší herečku za film Smoking / No Smoking
- 1996: César pro nejlepší herečku za film Le bonheur est dans le pré
- 1998: César pro nejlepší herečku za film Stará známá písnička